# 八千代村
八千代村（やちよそん）は、徳島県美馬郡にあった村。現在はつるぎ町半田の一部。

## 沿革
- 江戸期 - 半田村が成立。
- 明治初年 - 半田村から半田奥山村と半田口山村が分村。
- 1889年10月01日 - 町村制施行に伴い美馬郡半田奥山村が単独村制施行。
- 1917年07月04日 - 半田奥山村が八千代村に改称。
- 1956年03月30日 - 半田町と合併し、改めて半田町が発足。同日八千代村廃止。

## 交通

### 鉄道
村内には通っていなかった。日本国有鉄道徳島本線阿波半田駅が最寄りであった。